# 沖縄県道50号線
沖縄県道50号線（おきなわけんどう50ごうせん）は沖縄県那覇市首里山川町と首里真和志町とを結ぶ一般県道。

## 概要
松川（東）交差点から首里城前交差点に至る路線。観光地である首里城へアクセスする主要地方道であるが、道路延長は888mと短い。通称「寒川通り」とよばれる街路の一部を構成し、首里城前交差点から西側の区間が本路線に指定されている。

### 路線データ
- 起点：那覇市首里山川町（沖縄県道29号那覇北中城線）
- 終点：那覇市首里真和志町（沖縄県道49号線）
- 総延長：888m（実延長も同じ）

## 歴史
- 1955年（昭和30年）に琉球政府道50号線として指定。1972年（昭和47年）の本土復帰とともに県道50号線となった。
- 琉球王朝時代から、首里城へ向かう重要な交通路だった。国宝に指定された首里城正殿は沖縄戦で破壊され、戦後は同跡地に琉球大学が開学され、1979年（昭和54年）に西原町千原・中城村南上原一帯に移転されるまで、学生たちの生活道路だった。

## 路線状況
現在は首里城公園へ向かう観光道路だが、道路状況はそれほどよくない。

### 路線バス
那覇バスの7/8番・首里城下町線が起点部 - 観音堂入口までのわずかな区間を通っている。

## 地理

### 通過する自治体
- 那覇市

### 交差する道路
- 沖縄県道29号那覇北中城線（起点）
- 沖縄県道49号線（終点）

### 沿線
- 沖縄県立首里高等学校（沖縄県那覇市首里真和志町2丁目）
- 首里城公園
  - 玉陵（那覇市首里真和志町）